# HD 156874
HD 156874，又名BD+28 2719，SAO 85001、HR 6443，是一颗恒星，视星等为5.65，位于銀經51.59，銀緯31.77，其B1900.0坐标为赤經17h 14m 53.1s，赤緯+28° 31.77′ 39″。